# Theodor-W.-Adorno-prisen
Theodor-W.-Adorno-prisen uddeles af byen Frankfurt am Main og bliver givet som anerkendelse af fremragende ydelser inden for filosofi, musik, teaterkunst og filmkunst. Prisen er blevet uddelt hvert tredje år siden 1977.
Prisen uddeles på filosoffen og kunstkritikeren Theodor W. Adornos fødselsdag, den 11. september, til minde om hans tyveårige virke som underviser på byens Johann Wolfgang Goethe-Universität.
Theodor-W.-Adorno-prisen består af et kunstfærdigt dokument, som er ledsaget af 50.000 €. Prisen kan principielt deles mellem flere, men det er endnu ikke sket. Tildelingen bliver besluttet af et særligt råd.

## Prismodtagere til dato
- 1977 Norbert Elias
- 1980 Jürgen Habermas
- 1983 Günther Anders
- 1986 Michael Gielen
- 1989 Leo Löwenthal
- 1992 Pierre Boulez
- 1995 Jean-Luc Godard
- 1998 Zygmunt Bauman
- 2001 Jacques Derrida
- 2003 György Ligeti
- 2006 Albrecht Wellmer
- 2009 Alexander Kluge
- 2012 Judith Butler
- 2015 Georges Didi-Huberman
- 2018 Margarethe von Trotta

## Eksterne links
- Frankfurt.de: Theodor-W.-Adorno-Preis Arkiveret 18. oktober 2012 hos  Wayback Machine (tysk)
- Tanja Leonhardt: Prisdokumentet til Zygmunt Bauman i 1998 (tysk)